# پرواز شماره ۰۰۷ ایر فرانس
پرواز شماره ۰۰۷ ایر فرانس (به انگلیسی: Air France Flight 007) یک پرواز از پاریس به مقصد هیوستون که به همراه ۱۲۲ مسافر و ۱۰ خدمه بود، در تاریخ ۳ ژوئن ۱۹۶۲ در فرودگاه اورلی دچار سانحه شد و ۱۳۰ نفر جان باختند.